# Anatocismus
Anatocismus je placení úroků z úroků.
Anatocismus byl zakázán již podle tradic římského práva, přičemž totéž platilo v českém právu i historicky; za platnosti obecného zákoníku občanského byl zákaz anatocismu prolomen jen v zákonem výslovně zmíněných případech.
V České republice ho soudy nepřipouštěly (umožňovaly však, aby se strany dohodly, že příslušenství se stane součástí jistiny, a jako takové bylo dále úročeno, tzv. kapitalizace úroků). Tak tomu ovšem bylo za úpravy Zákona č. 40/1964 Sb (Starý občanský zákoník). Nyní český zákonodárce anatocismus připouští (viz § 1806), a to tehdy, pokud to bylo předem dohodnuto. Ze zákona se uplatní např. v případě, kdy dlužník plní na jistinu a neplní na náklady s uplatnění pohledávky a úroky. V takovém případě se úročí úroky i náklady (§ 1932).